# Bluffton (Ohio)
Pour les articles homonymes, voir Bluffton (homonymie).
Bluffton est un village américain situé dans les comtés d'Allen et de Hancock, dans l'Ohio. Selon le recensement de 2010, sa population est de 382 habitants.